# Custódio Castelo
Custódio Azevedo Fidalgo do Castelo (Almeirim 23 de Dezembro de 1966) é um músico e compositor português.
Com sete anos construiu o seu primeiro instrumento musical. Aos treze anos oferecem-lhe a primeira guitarra acústica. Integrou alguns grupos de música popular portuguesa e bandas rock.
Aos dezasseis anos escolhe a guitarra portuguesa como seu instrumento de eleição após a audição de discos de Amália Rodrigues. 
Com 20 anos é convidado para particpar num disco de Jorge Fernando. É a primeira vez que entra em estúdio. Foi o início de uma colaboração que dura até hoje.
Durante quatro anos acompanhou o músico Nuno da Câmara Pereira tendo gravado o disco "Só à Noitinha" com a Orquestra Sinfónica da Lituânia. Colabora com outros nomes como Mísia, Camané e Carlos do Carmo. Acompanha ainda Amália Rodrigues na sua última viagem aos EUA.
Na Expo 98 apresentou-se a solo o que originou um convite para acompanhar a brasileira Maria Bethânia em vários concertos.
Também em 1998 torna-se mentor do projecto artístico de Cristina Branco com quem tem gravado trabalhos que lhe trouxeram o reconhecimento internacional, como intérprete de Guitarra Portuguesa mas principalmente como compositor. Com as suas arrojadas e magníficas composições no disco Cristina Branco canta Slauerhoff conquistou o primeiro lugar do top de compositores em França.
Devido a um problema de saúde, verificado em 2003, decide reunir alguns músicos amigos para gravar o seu disco de estreia a solo "Tempus" editado nos países do Benelux. Os convidados deste disco, apenas de instrumentais, são Jorge Fernando, Alexandre Silva, Fernando Maia, Marino de Freitas, Miguel Carvalhinho, Carlos Manuel Proença, Carlos Velez, Carlos Garcia, Filipe Larsen e Gilberto Silva.
Actualmente divide-se entre a sua carreira a solo e a actividade como produtor, compositor e mentor do projecto "encores". 
"Encores" conta com a voz de Margarida Guerreiro sendo da autoria de Custódio Castelo todos os arranjos e a maior parte das composições. Os poemas são de Fernando Pessoa, Cecília Meireles, Amália Rodrigues, David Mourão Ferreira, Eugénio de Andrade, entre outros numa "viagem intimista em torno dos sons da guitarra portuguesa".
Acompanha entretanto Ana Moura e Jorge Fernando nas gravações de dois temas do álbum "The Rolling Stones Project" a editar em 2007.
O CD "Tempus" foi editado em Portugal em Dezembro de 2006 e o CD "ENCORES" tem lançamento previsto para o início de Março de 2007.